# Johann Gottlob Christoph von Seeger
Johann Gottlob Christoph Seeger, ab 1812 von Seeger, (* 24. Januar 1767 in Dornhan; † 1. November 1835 in Stuttgart) war ein württembergischer Politiker und Oberamtmann.

## Leben und Werk
Johann Gottlob Christoph Seeger war ein Sohn des Oberamtmanns Carl Ernst Seeger in Dornhan und seiner Frau Ursula Margarethe Waldburga, geb. Dreher. Er besuchte ab 1786 die Karlsschule in Stuttgart. Danach war er ab 1792 Kanzleiadvokat. 1796 wurde er Vogt und Geistlicher Verwalter und 1797 bis 1808 Oberamtmann in Neuenbürg. 1808 bis 1813 war er Oberamtmann in Esslingen, 1813 bis 1819 in Göppingen. Von 1819 bis 1824 war er Oberamtsrichter in Cannstatt, von 1824 bis zu seinem Tod 1835 schließlich war er Oberjustizrat und Stadtrichter in Stuttgart.
Sein Sohn war Friedrich Karl August Seeger.

## Politik
Im Jahr 1820 wurde er für den Wahlkreis Neuenbürg in den württembergischen Landtag gewählt, 1828 legt er das Mandat nieder.

## Ehrungen
- 1812 erhielt Johann Gottlob Christoph Seeger das Ritterkreuz des Württembergischen Zivilverdienstordens[2], womit der persönliche Adelstitel (Nobilitierung) verbunden war
- 1822 wurde er mit der Ehrenbürgerwürde von Cannstatt ausgezeichnet,
- 1834 wurde ihm das Ritterkreuz des  Ordens der Württembergischen Krone verliehen.